# LLVM
LLVM (anteriormente Low Level Virtual Machine) é uma infraestrutura de compilador escrita em C++, desenvolvida para otimizar em tempos de compilação, ligação e execução de programas escritos em linguagens de programação variadas. Implementada originalmente para C e C++, sua arquitetura permitiu a expansão para outras linguagens posteriormente, incluindo Objective-C, Fortran, Ada, Haskell, bytecode Java, Python, Ruby, ActionScript, GLSL, Julia, Kotlin entre outras.
O projeto LLVM começou em 2000 na Universidade de Illinois em Urbana-Champaign sob direção de Vikram Adve e Chris Lattner. Visava desenvolver uma infraestrutura de pesquisa para investigar técnicas de compilação dinâmica para linguagens estáticas e dinâmicas. A Apple Inc. contratou Lattner que formou um grupo de desenvolvedores no intuito de trabalhar no LLVM para sistemas próprios; atualmente, o LLVM é parte integral das ferramentas de desenvolvimento para macOS e iOS.

## Descrição
O LLVM pode prover camadas intermediárias de um compilador, lendo a representação intermediária de um compilador e retornando outra representação otimizada, que pode ser então  convertida e ligada em código de montagem para determinada plataforma. Ele também consegue gerar código binário otimizado em tempo de execução.
Sua arquitetura é independente de linguagem, conjunto de instruções ou sistema de tipo. Cada instrução é definida numa forma padronizada, permitindo a análise de dependência da árvore de execução do código. Toda forma de conversão de tipo é feita por ele através de instruções cast. A infraestrutura fornece alguns tipos básicos, como ponteiros e estruturas.